# Michiel van der Kuip

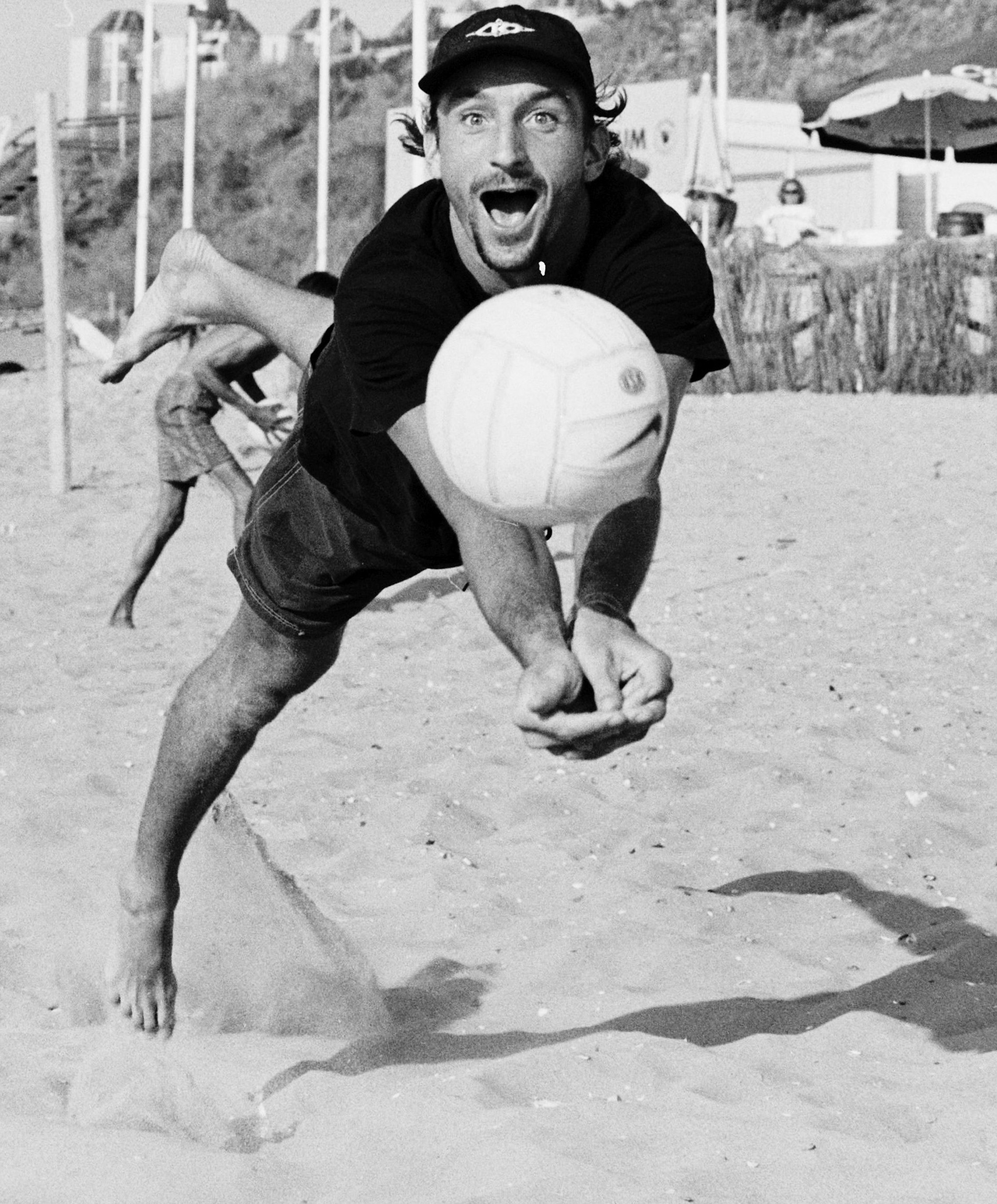
Michiel van der Kuip (1997)

Michiel Willem Iman van der Kuip (* 5. Januar 1970 in Vijfhuisen) ist ein ehemaliger niederländischer Volleyball- und Beachvolleyballspieler.

## Karriere
Kuip spielte in der Halle für Zevenhuizen-Moerkapelle und Ortec Rotterdam Nesselande. 1995 in Saint-Quay-Portrieux wurde er mit Marko Klok durch einen Sieg im Endspiel gegen das tschechische Duo Dzavoronok/Fikar Europameister im Beachvolleyball. Seit 2007 arbeitet er beim niederländischen Volleyballverband als Beachvolleyball-Trainer.